# Cel voor Financiële Informatieverwerking
De Cel voor Financiële Informatieverwerking (CFI) is de Belgische Financial Intelligence Unit (FIU) waaraan alle meldingsplichtigen verdachte transacties of zaken waarvan zij vermoeden dat ze te maken hebben met witwassen van geld of financiering van terrorisme melden. In alle landen die zich aan de regels van de Groupe d'action financière (GAFI) (Financial Action Task Force) houden bestaat een soortgelijk FIU. Tussen deze FIU's bestaan meestal Memoranda of Understanding (MoU) omtrent uitwisseling van de gegevens van verdachte transacties.
De CFI werd opgericht bij Koninklijk Besluit van 11 juni 1993 als gevolg van de Wet van 11 januari 1993 tot voorkoming van het gebruik van het financieel stelsel voor het witwassen van geld en de financiering van terrorisme. De CFI publiceert een jaarverslag met allerlei statistieken en rechtspraak.
De CFI is een administratief orgaan dat fungeert als buffer tussen de meldingsplichtigen en het Gerecht en de politie. De financiële wereld (en dan vooral de banken) wensen niet als tipgever aanzien te worden en willen dus niet rechtstreeks melden aan de politie. Er is duidelijk voorzien dat al het personeel van de CFI gebonden is door een strikt beroepsgeheim waardoor zij nooit (behalve eventueel aan een rechter) gegevens mogen bekendmaken die zij vernemen als gevolg van hun werkzaamheden bij de CFI. Er is dus sprake van eenrichtingverkeer: de CFI kan alle informatie opvragen, de politie kan bij de CFI niets opvragen. Er zijn enkele leden van de Federale Politie werkzaam als 'verbindingsofficier' tussen de CFI en politie. Zij vallen ook onder het (extra) beroepsgeheim dat geldt voor alle leden en medewerkers van de CFI. Hun taak bestaat hoofdzakelijk in het 'begeleiden' van de informatiegaring van de CFI. Ten slotte is sedert 2008 een hoger officier van de Federale Politie effectief lid van de CFI.  
Om na te gaan of de gemelde verrichtingen kaderen binnen een systeem van witwassen van geld of de financiering van het terrorisme, kan de CFI bij alle meldingsplichtigen (financiële sector en consultants), administratieve (Federale overheidsdiensten) en gerechtelijke overheden (politie en parket) en buitenlandse FIU's informatie opvragen.
In andere landen zijn de FIU's soms ook administratieve instanties, soms zijn het gemengde (administratief en politie) instanties, soms zijn het zuiver politiële instanties.
De FIU's zijn verzameld in de Egmont Group of bij FIU.NET. Het antiwitwasbeleid op internationaal vlak wordt gecoördineerd door de Financial Action Task Force on Money Laundering (FATF).